# 주부 전력
주부 전력 주식회사(일본어: 中部電力株式会社은 주부 지방을 주요 영업 지역으로 하는 전력 회사이다.
거의 모든 지역에서 주파수 60 Hz의 전기를 공급하고 있지만, 나가노현의 일부 주파수 50 Hz 지역도 있다. 아이치현을 중심으로 나가노현, 시즈오카현의 후지강 서쪽 지역, 기후현 대부분 지역, 미에현 대부분 지역에 독점적으로 전력을 공급한다.

## 발전 설비
총 199개, 3,402만 4,880 kW (2014년 5월 기준)
- 총 출력은 장기 계획 정지 중 정기 점검중인 호기를 포함한다. 폐지된 호기와 건설중인 호기는 포함하지 않는다.

### 수력 발전소
183개, 521만 7,980 kW

### 화력 발전소
12개, 2,515만 9,400 kW

### 원자력 발전소
하마오카 원자력 발전소 361만 7,000 kW

### 신에너지 발전소
4개, 3만 1300 kW